# Ten on One (The Singles)
Ten on One (The Singles) è la prima raccolta della cantante tedesca Sandra, pubblicato nel 1987 dall'etichetta discografica Virgin.

## Il disco
L'album contiene gli otto singoli pubblicati nel 1985 e nel 1986 dai primi due album della cantante, The Long Play e Mirrors, e due inediti: Everlasting Love, cover dell'omonimo brano di Robert Knight, e Stop for a Minute, entrambi estratti come singoli.

## Tracce
1. Everlasting Love - 3:51 (James Cason, Mc Gayden)
2. Hi! Hi! Hi! - 4:08 (Michael Cretu, Hubert Kemmler, Klaus Hirschburger)
3. Stop for a Minute - 4:05 (Michael Cretu, Klaus Hirschburger)
4. Innocent Love - 5:23 (Müller, Hubert Kemmler, Ulrich Herter, Klaus Hirschburger)
5. (I'll Never Be) Maria Magdalena - 3:58 (Michael Cretu, Hubert Kemmler, Robert W. Palmer-James, Markus Löhr)
6. In the Heat of the Night - 5:20 (Michael Cretu, Hubert Kemmler, Robert W. Palmer-James, Markus Löhr)
7. Midnight Man - 3:03 (Michael Cretu, Hubert Kemmler, Robert W. Palmer-James)
8. Don't Cry (The Breakup of the World) - 4:51 (Michael Cretu, Hubert Kemmler, Robert W. Palmer-James)
9. Loreen - 4:17 (Michael Cretu, Klaus Hirschburger, Peter)

## Classifiche
| Classifica (1987) | Posizione raggiunta |
| ----------------- | ------------------- |
| Svizzera          | 14                  |
| Germania          | 19                  |
| Austria           | 28                  |